# Passage Monplaisir
Le passage Monplaisir est une voie située dans le quartier du Père-Lachaise du 20e arrondissement de Paris en France.

## Situation et accès
Le passage Monplaisir est desservi à proximité par la ligne 2 à la station Ménilmontant.

## Origine du nom
Elle doit son nom à une guinguette à l'enseigne : Mon plaisir

## Historique
Ancienne « impasse Monplaisir » classée dans la voirie parisienne par un arrêté municipal du 12 août 1993, la voie prend sa dénomination actuelle par un arrêté municipal du 5 décembre 1996.